# Stanisław Ziaja
Stanisław Ziaja, ps. Domański (ur. 17 listopada 1903 w Gorzejowej, zm. 13 maja 1944 w Krakowie) – działacz komunistyczny, pracownik Wydziału Rolnego KC KPP, sekretarz okręgowy KPP w Lublinie, sekretarz krakowskiego Komitetu Obwodowego PPR, pełnomocnik KC PPR w Krakowskiem.

## Życiorys
Uczęszczał do gimnazjum w Tarnowie, gdzie związał się z lewicowym ruchem politycznym i działał w harcerstwie. W 1924 podjął studia na Wydziale Filozoficznym UJ w Krakowie. Należał do OMS „Życie”. Wiosną 1926 wstąpił do KPP. Na początku 1927 był współzałożycielem Organizacji Niezależnej Młodzieży Ludowej „Orka”, która stawiała sobie za cel rozwijanie rewolucyjnego ruchu chłopskiego. Działał też w Zjednoczenie Lewicy Chłopskiej Samopomoc. 26 stycznia 1929 został aresztowany w Krakowie, po czym zwolniony z braku dostatecznych dowodów. Został członkiem Krakowskiego Komitetu KPP. 30 czerwca 1929 podczas posiedzenia egzekutywy komitetu został ponownie aresztowany. Po zwolnieniu jako zbyt dobrze znany policji zmuszony był opuścić Kraków i udał się do Warszawy, gdzie pracował w Wydziale Rolnym KC KPP. W latach 1930–1932 działał wśród chłopstwa na terenie Lubelszczyzny i w Krakowskiem oraz zajmował się publicystyką na łamach lewicowych i radykalnych pism chłopskich. W 1933 został sekretarzem Komitetu Okręgowego KPP w Lublinie. 9 lipca 1933, gdy obsługiwał odbywającą się w Zamościu okręgową konferencję KPP, został ponownie aresztowany i w grudniu skazany na 8 lat więzienia; wyszedł na mocy amnestii 22 lutego 1939.
Po zakończeniu działań wojennych, jesienią 1939 udał się do Jasła, następnie do Lwowa, a stamtąd do Moskwy, gdzie pracował w redakcji polskiej wydawnictw literatury obcej. Do wybuchu wojny niemiecko-sowieckiej w czerwcu 1941 był dyrektorem Muzeum Mickiewicza w Nowogródku. Latem 1941 wrócił do Krakowa, potem wyjechał znów do Warszawy, gdzie wraz z Franciszkiem Kusto współorganizował lewicową grupę konspiracyjną „Proletariusz” i brał udział w redagowaniu pisma tej organizacji pod tym samym tytułem. Na przełomie stycznia i lutego 1942 spotkał się w Milanówku w mieszkaniu Alfreda Fiderkiewicza z Marcelim Nowotką, od którego otrzymał pełnomocnictwo KC PPR i udał się do Krakowa z zadaniem utworzenia tam Obwodu PPR. Został sekretarzem Komitetu Obwodowego PPR w Krakowie. Funkcję tę pełnił krótko, gdyż wiosną 1942 odwołano go do Warszawy do pracy w redakcji „Trybuny Wolności” i „Trybuny Chłopskiej”. Na przełomie 1942/1943 jako przedstawiciel KC PPR wyjechał do Lwowa, gdzie uczestniczył w organizacji Lwowskiego Obwodu PPR i GL. W lutym 1943 został ponownie skierowany przez KC PPR do Krakowa z zadaniem wzmocnienia miejscowego kierownictwa PPR po „wsypie”, jaka nastąpiła na przełomie 1942/1943. W lipcu 1943 wznowił wydawanie pisma obwodowego – „Trybuny Ludu”. W grudniu 1943, po aresztowaniu sekretarza Komitetu Obwodowego PPR Anastazego Kowalczyka, pełnił czasowo jego obowiązki. W styczniu 1944 został aresztowany przez hitlerowców i osadzony w więzieniu na Montelupich. Następnie został rozstrzelany w Podgórzu.
12 czerwca 1946 pośmiertnie odznaczony Krzyżem Grunwaldu III klasy.

## Upamiętnienie
Jego imieniem nazwano kilka zakładów przemysłowych, szkół (np. szkoła podstawowa w rodzinnej Gorzejowej) i ulic, a także Wyższą Szkołę Oficerską Wojsk Chemicznych.